# Saori Hara
Saori Hara (原紗央莉 Hara Saori; Hiroshima, 1º gennaio 1988) è un'attrice, attrice pornografica, cantante e AV idol giapponese anche conosciuta come Mai Nanami.

## Vita e carriera
Saori Hara è nata ad Hiroshima da madre giapponese e padre di genitori misti tedesco-giapponesi.

### Mai Nanami
Ha iniziato la sua carriera come "Junior Idol" con il nome Mai Nanami. Ancora minorenne, ha interpretato la canzone Spicy Days (スパイシーデイズ?, Supaishiideizu), usata come tema della serie animata The Marshmallow Times trasmessa da TV Osaka nel 2004. Nel 2005 ha preso parte a due pellicole, il film televisivo The Dream of Delinquent Boys (不良少年の夢?, Furyō Shōnen No Yume) trasmesso a marzo dal canale Tokyo Broadcasting System, e il melodramma Haru Urara (Lovely Fields), uscito nei cinema ad aprile e successivamente distribuito in DVD.
È inoltre comparsa come modella di bikini nel photobook Mai Nanami First Photobook, pubblicato nel maggio 2005 ed è stata protagonista del DVD Mai Nanami: Yamagishi Shin Digital Movie Museum, distribuito nell'agosto 2005. Ha inoltre recitato come protagonista nel film Deep Sea Monster Reigo, presentato all'American Film Market di Santa Monica (California) nel novembre 2005 e distribuito in Giappone nel 2006.

### Debutto AV
Dopo una lunga pausa, è riemersa come Saori Hara nell'agosto 2008 comparendo nel "gravure video" Clear Water. Il mese dopo, a settembre, posa per la prima volta senza veli per la rivista Sabra, e viene annunciato il suo contratto per lo studio Soft On Demand (SOD), del quale nel novembre successivo diventa testimonial per la campagna contro le malattie sessualmente trasmissibili, sostituendo l'attrice Nana Natsume. Il film del debutto AV (hard) della Hara viene distribuito nel gennaio 2009 con il titolo Real Celebrity Saori Hara: Miraculous AV Debut e viene riportato abbia venduto circa 100 000 copie.
La Hara poco dopo il suo debutto nel cinema per adulti ha un ruolo nella commedia sexy Lala Pipo: A Lot of People (ララピポ?), scritta da Tetsuya Nakashima e ambientata nel mondo del cinema per adulti, che viene distribuita nei cinema nel febbraio 2009, mentre nell'aprile dello stesso anno prende parte al film Saikin-rettō, parodia del cinema catastrofico, di cui interpreta anche l'omonima canzone del tema. Nel luglio 2009 è protagonista della pellicola di genere Sexploitation Female Ninja Spy (隠密くノ一列伝~秘められた女忍び~?), che viene distribuita direttamente in DVD in doppia versione soft e hard.
La Hara ha inoltre un ruolo di primo piano nella serie in 24 episodi Jōō Virgin, basata sull'omonimo manga, che viene trasmessa da TV Tokyo, dall'ottobre al dicembre 2009.
Nel frattempo continua la sua carriera nell'industria hard giapponese, che vede la pubblicazione di nuovi titoli con cadenza mensile. Tra questi, Real Celebrity Saori Hara: Brown Eyes, diretto da Company Matsuo, vede la Hara, per un quarto tedesca, viaggiare per sei giorni in Germania alla ricerca delle sue origini.
Lo Shukan Post riporta che la Hara e Maria Ozawa sono le attrici AV di cui vengono effettuati più download in Cina.
Nel dicembre 2009, la casa editrice Shūeisha pubblica l'autobiografia dell'attrice, Il mio vero nome è Mai Kato: Perché sono diventata una attrice di AV (本名、加藤まい 私がAV女優になった理由) (ISBN 4-08-780540-9). Le 144 pagine del libro raccontano nel dettaglio la giovinezza e la vita familiare della Hara, le sue idee sul sesso e la sua carriera prima come "teen idol" e successivamente come "AV idol".
Nel marzo 2010 viene premiata con l'Adult Broadcasting Award come migliore attrice.

### Ritiro
In seguito alla tragedia del terremoto e dello tsunami del Tōhoku del marzo 2011, la Hara ha un esaurimento nervoso e decide di abbandonare lo show business, ponendo conseguentemente fine al suo contratto con la SOD e non comparendo agli eventi promozionali del film 3D Sex and Zen. Nell'aprile 2011 Yukiko Suo, co-protagonista di 3D Sex and Zen, dichiara di non essere riuscita a contattarla nei giorni e nelle settimane successive alla tragedia.
Il suo ultimo titolo originale viene distribuito nel maggio 2011. La Hara annuncia ufficialmente il suo ritiro nell'agosto 2011 e un set antologico di 5 DVD comprendenti alcune scene filmate precedentemente ma ad allora inedite viene distribuito a partire dall'8 settembre 2011, mettendo formalmente fine alla sua carriera.